# Wallers
Pour les articles homonymes, voir Wallers (homonymie).
Ne doit pas être confondu avec Wallers-en-Fagne.
Wallers [walɛʁs] est une commune française de la banlieue de Valenciennes, dans le département du Nord (59) en région des Hauts-de-France.
Le 1er janvier 2022, la commune comptait 5 618 habitants. Elle fait partie de la communauté d'agglomération de la Porte du Hainaut, qui regroupe 47 communes et 158 837 habitants en 2018.

## Géographie

### Localisation
|           | Hasnon  | Raismes                |
| Hélesmes  | Wallers |                        |
| Escaudain | Denain  | Bellaing Herin Haveluy |

### Hydrographie

#### Réseau hydrographique
La commune est située dans le bassin Artois-Picardie. Elle est drainée par le Courant de Wallers, la Goulée, le Courant des Fontaines d'Hertain et divers autres petits cours d'eau,.

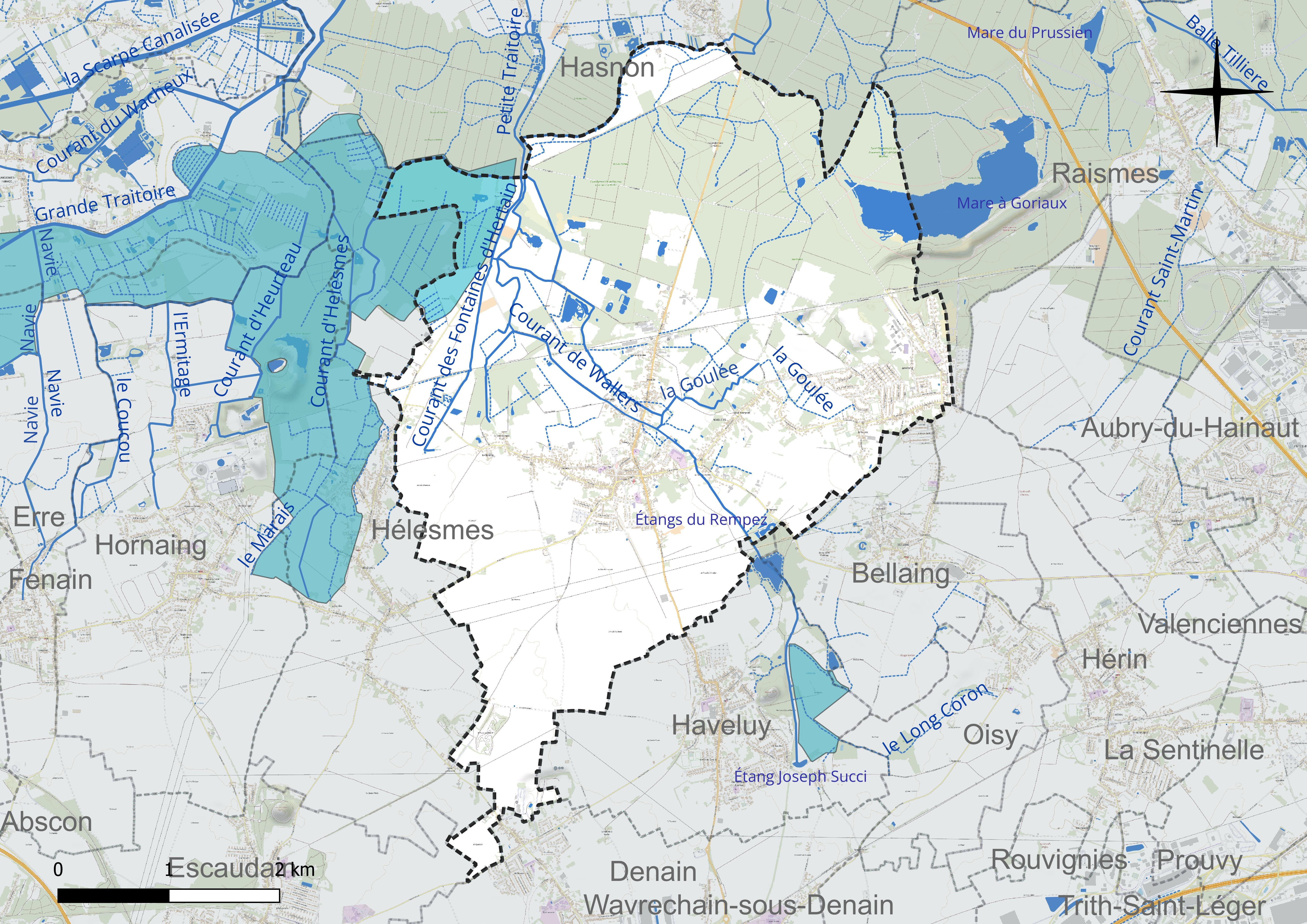
Réseau hydrographique de Wallers.

Deux plans d'eau complètent le réseau hydrographique : la mare à Goriaux, d'une superficie totale de 75,6 ha (20,2 ha sur la commune) et les étangs du Rempez (0,6 ha),.

#### Gestion et qualité des eaux
Le territoire communal est couvert par le schéma d'aménagement et de gestion des eaux (SAGE) « Scarpe aval ». Ce document de planification concerne un territoire de 624 km2 de superficie, délimité par le bassin versant de la Scarpe aval, comprenant la Pévèle, la plaine de la Scarpe et le bassin minier avec l'Ostrevent. Le périmètre a été arrêté le 18 mars 1997 et le SAGE proprement dit a été approuvé le 12 mars 2009, puis révisé le 5 juillet 2021. La structure porteuse de l'élaboration et de la mise en œuvre est le parc naturel régional Scarpe-Escaut. 
La qualité des cours d'eau peut être consultée sur un site dédié géré par les agences de l'eau et l'Agence française pour la biodiversité. 

### Climat
Pour des articles plus généraux, voir Climat des Hauts-de-France et Climat du Nord.
En 2010, le climat de la commune est de type climat océanique dégradé des plaines du Centre et du Nord, selon une étude du CNRS s'appuyant sur une série de données couvrant la période 1971-2000. En 2020, Météo-France publie une typologie des climats de la France métropolitaine dans laquelle la commune est dans une zone de transition entre le climat océanique et le climat océanique altéré et est dans la région climatique  Nord-est du bassin Parisien, caractérisée par un ensoleillement médiocre, une pluviométrie moyenne régulièrement répartie au cours de l'année et un hiver froid (3 °C). 
Pour la période 1971-2000, la température annuelle moyenne est de 10,6 °C, avec une amplitude thermique annuelle de 14,7 °C. Le cumul annuel moyen de précipitations est de 697 mm, avec 12,4 jours de précipitations en janvier et 9,2 jours en juillet. Pour la période 1991-2020, la température moyenne annuelle observée sur la station météorologique la plus proche, située sur la commune de Valenciennes à 10 km à vol d'oiseau, est de 11,0 °C et le cumul annuel moyen de précipitations est de 694,1 mm,. Pour l'avenir, les paramètres climatiques de la commune estimés pour 2050 selon différents scénarios d'émission de gaz à effet de serre sont consultables sur un site dédié publié par Météo-France en novembre 2022.

## Urbanisme

### Typologie
Au 1er janvier 2024, Wallers est catégorisée ceinture urbaine, selon la nouvelle grille communale de densité à sept niveaux définie par l'Insee en 2022.
Elle appartient à l'unité urbaine de Valenciennes (partie française), une agglomération internationale regroupant 56  communes, dont elle est une commune de la banlieue,,. Par ailleurs la commune fait partie de l'aire d'attraction de Valenciennes (partie française), dont elle est une commune de la couronne,. Cette aire, qui regroupe 102 communes, est catégorisée dans les aires de 200 000 à moins de 700 000 habitants,.

### Occupation des sols
L'occupation des sols de la commune, telle qu'elle ressort de la base de données européenne d'occupation biophysique des sols Corine Land Cover (CLC), est marquée par l'importance des territoires agricoles (57,5 % en 2018), en diminution par rapport à 1990 (58,7 %). La répartition détaillée en 2018 est la suivante : 
terres arables (32,5 %), prairies (24,9 %), forêts (23,9 %), zones urbanisées (15 %), milieux à végétation arbustive et/ou herbacée (1,4 %), mines, décharges et chantiers (1,3 %), eaux continentales (1 %). L'évolution de l'occupation des sols de la commune et de ses infrastructures peut être observée sur les différentes représentations cartographiques du territoire : la carte de Cassini (XVIIIe siècle), la carte d'état-major (1820-1866) et les cartes ou photos aériennes de l'IGN pour la période actuelle (1950 à aujourd'hui).

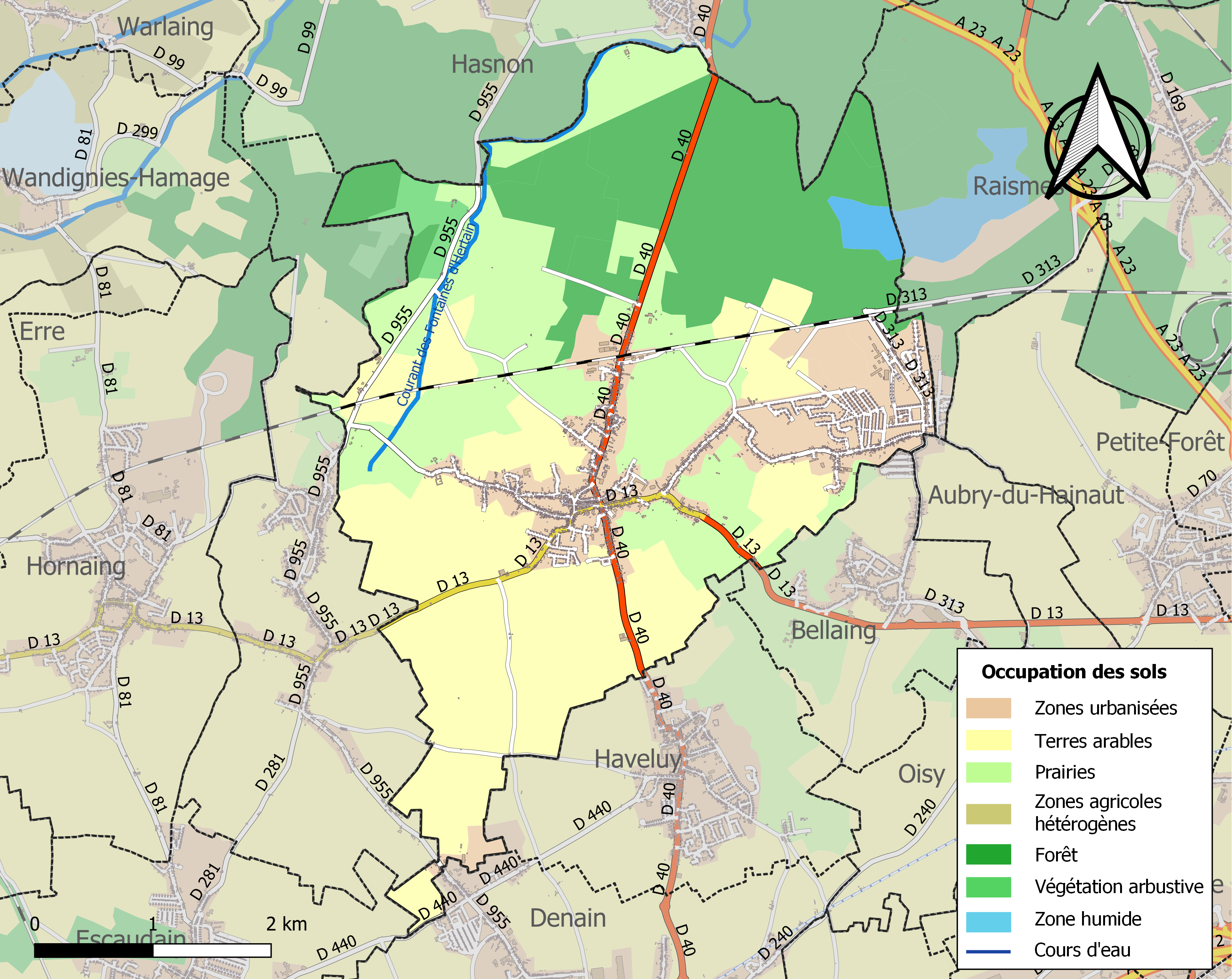
Carte des infrastructures et de l'occupation des sols de la commune en 2018 (CLC).

### Voies de communications et transports
Wallers dispose d'une gare ferroviaire desservie par des trains TER Hauts-de-France assurant des relations entre Valenciennes et Douai. Wallers est également desservie par les lignes 107 et 110 du réseau Transvilles.

## Histoire
Le 25 vendémiaire an 13 (17 octobre 1804) au soir, la commune de Wallers a été frappée par une sorte de tornade provoquant de nombreux dégâts. Plusieurs habitants ont quitté leur maison pour se réfugier en d'autres lieux où il s'estimaient davantage à l'abri. De nombreux arbres ont été déracinés ou cassés dans la forêt proche, traçant sur le parcours des vents une sorte d'avenue au milieu des arbres.

## Politique et administration

### Liste des maires

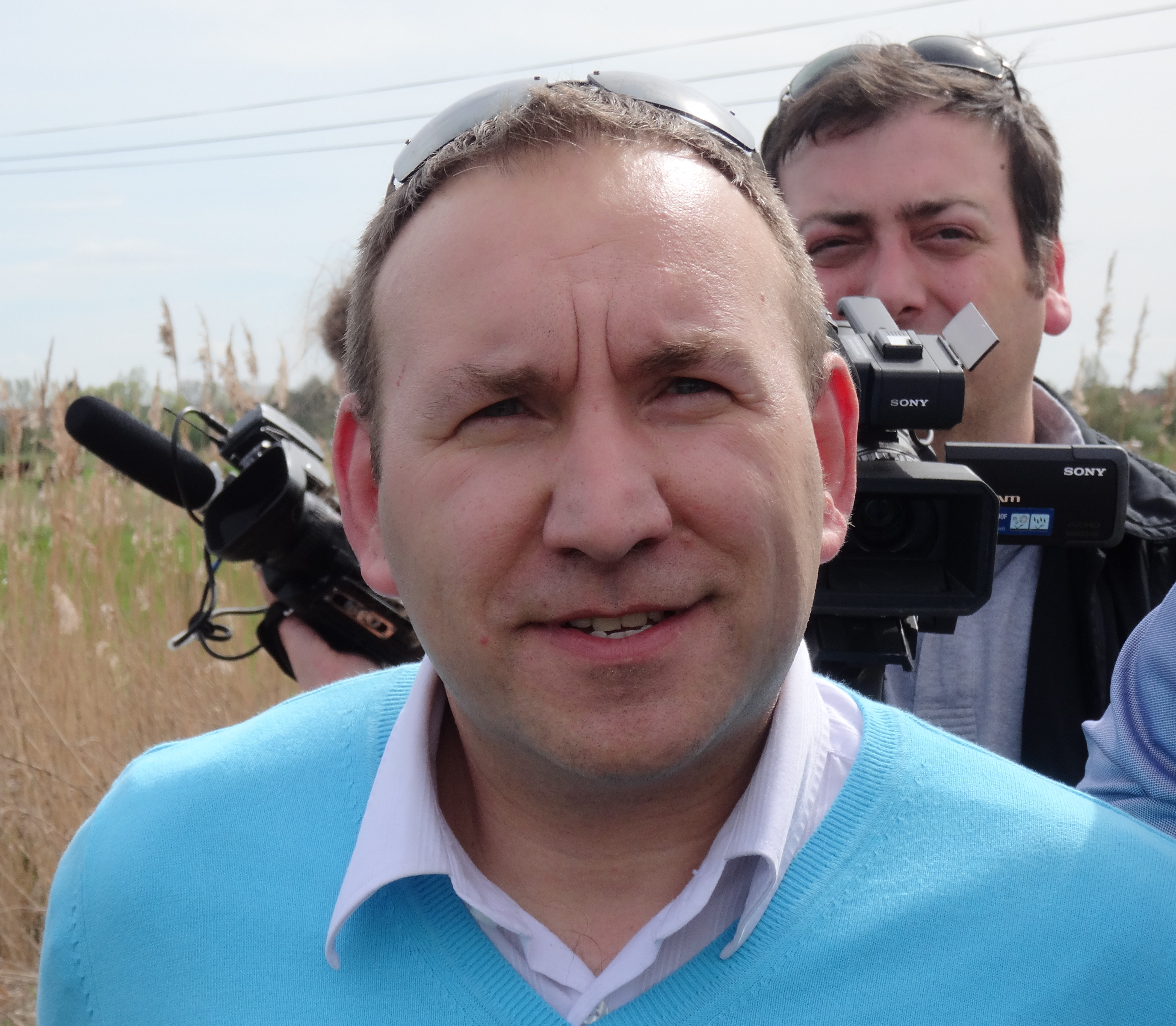
Salvatore Castiglione lors de la reconnaissance du parcours du Paris-Roubaix le 7 avril 2014. Outre son mandat de maire, il est également chargé à la CAPH de la compétence « patrimoine remarquable et minier & valorisation du label UNESCO ». Il occupe également le poste de conseiller régional

Maire en 1802-1803 : Dulongpont.

Maire en 1807 :  Diverchy.
| Période                                  | Période          | Identité              | Étiquette        | Qualité |
| ---------------------------------------- | ---------------- | --------------------- | ---------------- | --- |
| octobre 1876                             | mars 1879        | Octave Bertaux        |                  | |
| mai 1879                                 | mai 1904         | Octave Bertaux        |                  | |
| mai 1904                                 | mai 1919         | Jean-Baptiste Patoir  |                  | |
| novembre 1919                            | août 1924        | Clément Delcourte     |                  | |
| octobre 1924                             | mai 1925         | Eugène Briffaut       |                  | |
| mai 1925                                 | janvier 1928     | Eugène Tassin         |                  | délégué mineur, membre du conseil d'arrondissement en 1931 |
| février 1928                             | mai 1935         | Frédéric Treliers     |                  | |
| mai 1935                                 | octobre 1939     | Louis-Joseph Lecocq   |                  | |
| octobre 1939                             | novembre 1944    | Marius Wallez         |                  | |
| février 1946                             | novembre 1947    | Joseph Nongaillard    |                  | |
| novembre 1947                            | mars 1959        | Louis-Joseph Lecocq   |                  | |
| mars 1959                                | mars 1965        | Albert Chevalier      |                  | |
| mars 1965                                | mars 2008        | Claude Larcanché      | DVD puis UDF-PSD | Principal de collège retraité Conseiller régional du Nord-Pas-de-Calais (1986 → 1998) Conseiller général du canton de Valenciennes-Nord (1985 → 2004)                                        |
| mars 2008                                | 30 novembre 2024 | Salvatore Castiglione | DVD puis UDI     | Technicien Conseiller régional des Hauts-de-France (depuis 2015) 12e vice-président dU conseil régional des Hauts-de-France (2017-2021) Démissionne après son entrée à l'Assemblée nationale |
| 30 novembre 2024.                        | En cours         | Bernard Caron         | UDI              | Éleveur Conseiller municipal de la ville (depuis 2008) |
| Les données manquantes sont à compléter. |                  |                       |                  | |

### Instances judiciaires et administratives
La commune relève du tribunal d'instance de Valenciennes, du tribunal de grande instance de Valenciennes, de la cour d'appel de Douai, du tribunal pour enfants de Valenciennes, du conseil de prud'hommes de Valenciennes, du tribunal de commerce de Valenciennes, du tribunal administratif de Lille et de la cour administrative d'appel de Douai.

## Population et société

### Démographie

#### Évolution démographique
L'évolution du nombre d'habitants est connue à travers les recensements de la population effectués dans la commune depuis 1800. Pour les communes de moins de 10 000 habitants, une enquête de recensement portant sur toute la population est réalisée tous les cinq ans, les populations de référence des années intermédiaires étant quant à elles estimées par interpolation ou extrapolation. Pour la commune, le premier recensement exhaustif entrant dans le cadre du nouveau dispositif a été réalisé en 2004.

En 2022, la commune comptait 5 618 habitants, en évolution de +2,26 % par rapport à 2016 (Nord : +0,51 %, France hors Mayotte : +2,11 %).
| 1800  | 1806  | 1821  | 1831  | 1836  | 1841  | 1846  | 1851  | 1856  |
| ----- | ----- | ----- | ----- | ----- | ----- | ----- | ----- | ----- |
| 1 973 | 1 937 | 2 693 | 2 877 | 2 926 | 2 942 | 3 122 | 3 301 | 3 190 |

| 1861  | 1866  | 1872  | 1876  | 1881  | 1886  | 1891  | 1896  | 1901  |
| ----- | ----- | ----- | ----- | ----- | ----- | ----- | ----- | ----- |
| 3 460 | 3 420 | 3 557 | 3 693 | 3 776 | 3 887 | 3 672 | 3 669 | 4 018 |

| 1906  | 1911  | 1921  | 1926  | 1931  | 1936  | 1946  | 1954  | 1962  |
| ----- | ----- | ----- | ----- | ----- | ----- | ----- | ----- | ----- |
| 4 651 | 5 253 | 4 944 | 6 371 | 6 392 | 5 899 | 6 014 | 7 659 | 7 558 |

| 1968  | 1975  | 1982  | 1990  | 1999  | 2004  | 2006  | 2009  | 2014  |
| ----- | ----- | ----- | ----- | ----- | ----- | ----- | ----- | ----- |
| 7 508 | 7 105 | 6 564 | 5 862 | 5 582 | 5 544 | 5 499 | 5 585 | 5 527 |

| 2019  | 2022  | - | - | - | - | - | - | - |
| ----- | ----- | - | - | - | - | - | - | - |
| 5 610 | 5 618 | - | - | - | - | - | - | - |

#### Pyramide des âges
La population de la commune est relativement jeune.
En 2018, le taux de personnes d'un âge inférieur à 30 ans s'élève à 36,7 %, soit en dessous de la moyenne départementale (39,5 %). À l'inverse, le taux de personnes d'âge supérieur à 60 ans est de 25,3 % la même année, alors qu'il est de 22,5 % au niveau départemental.
En 2018, la commune comptait 2 684 hommes pour 2 884 femmes, soit un taux de 51,8 % de femmes, légèrement supérieur au taux départemental (51,77 %).
Les pyramides des âges de la commune et du département s'établissent comme suit.
| Hommes | Classe d’âge | Femmes |
| ------ | ------------ | ------ |
| 0,3    | 90 ou +      | 1,6    |
| 6,6    | 75-89 ans    | 9,6    |
| 15,2   | 60-74 ans    | 17,2   |
| 19,5   | 45-59 ans    | 18,7   |
| 19,5   | 30-44 ans    | 18,3   |
| 17,0   | 15-29 ans    | 16,6   |
| 22,0   | 0-14 ans     | 18,0   |

| Hommes | Classe d’âge | Femmes |
| ------ | ------------ | ------ |
| 0,5    | 90 ou +      | 1,4    |
| 5,3    | 75-89 ans    | 8,1    |
| 14,8   | 60-74 ans    | 16,2   |
| 19,1   | 45-59 ans    | 18,4   |
| 19,5   | 30-44 ans    | 18,7   |
| 20,7   | 15-29 ans    | 19,1   |
| 20,2   | 0-14 ans     | 18     |

## Culture locale et patrimoine

### Lieux et monuments
- Il ne reste aucune trace ni de la forteresse, dont l'existence est attestée par J. de Guise, ni du monastère fondé par St- Landelin.
- La « Drève des Boules d'Hérin », plus connue sous le nom de « Tranchée d'Arenberg », est un chemin pavé en ligne droite de 2400 mètres de long qui traverse la Forêt de Raismes-Saint-Amand-Wallers. Il s'agit du plus célèbre secteur pavé de la course cycliste Paris-Roubaix.
- La fosse Arenberg de la Compagnie des mines d'Anzin
- L'église Saint-Vaast, restaurée en 2013 à la suite d'un incendie
- L'église Sainte-Barbe d'Arenberg
- La chapelle Notre-Dame-de-Consolation
- La chapelle Saint-Roch
- La grange dîmière à Wallers
- Le collège Jean-Moulin et deux écoles maternelles et primaires : l'école St-Joseph et du centre.

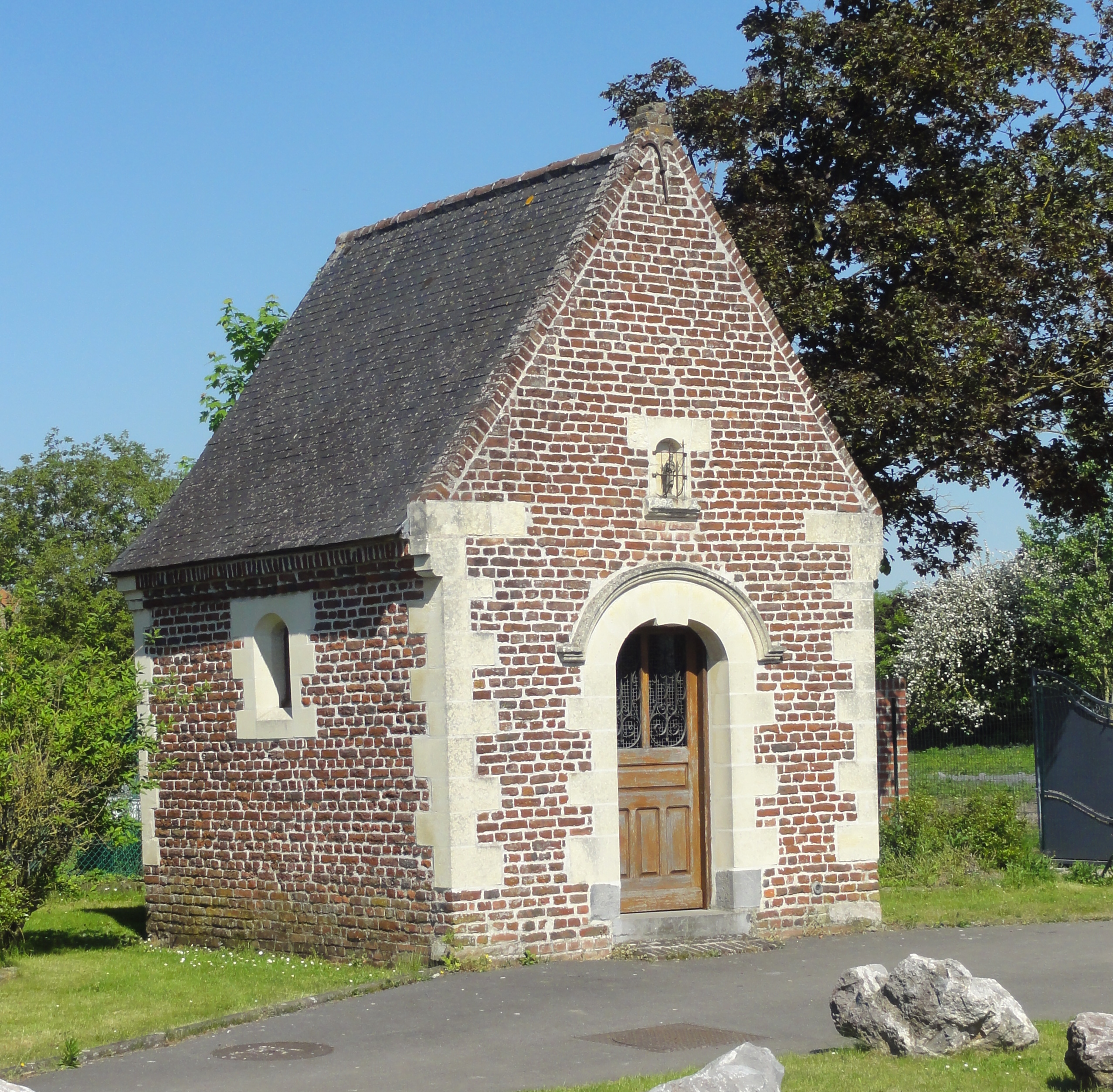
La chapelle Notre-Dame-de-Consolation.
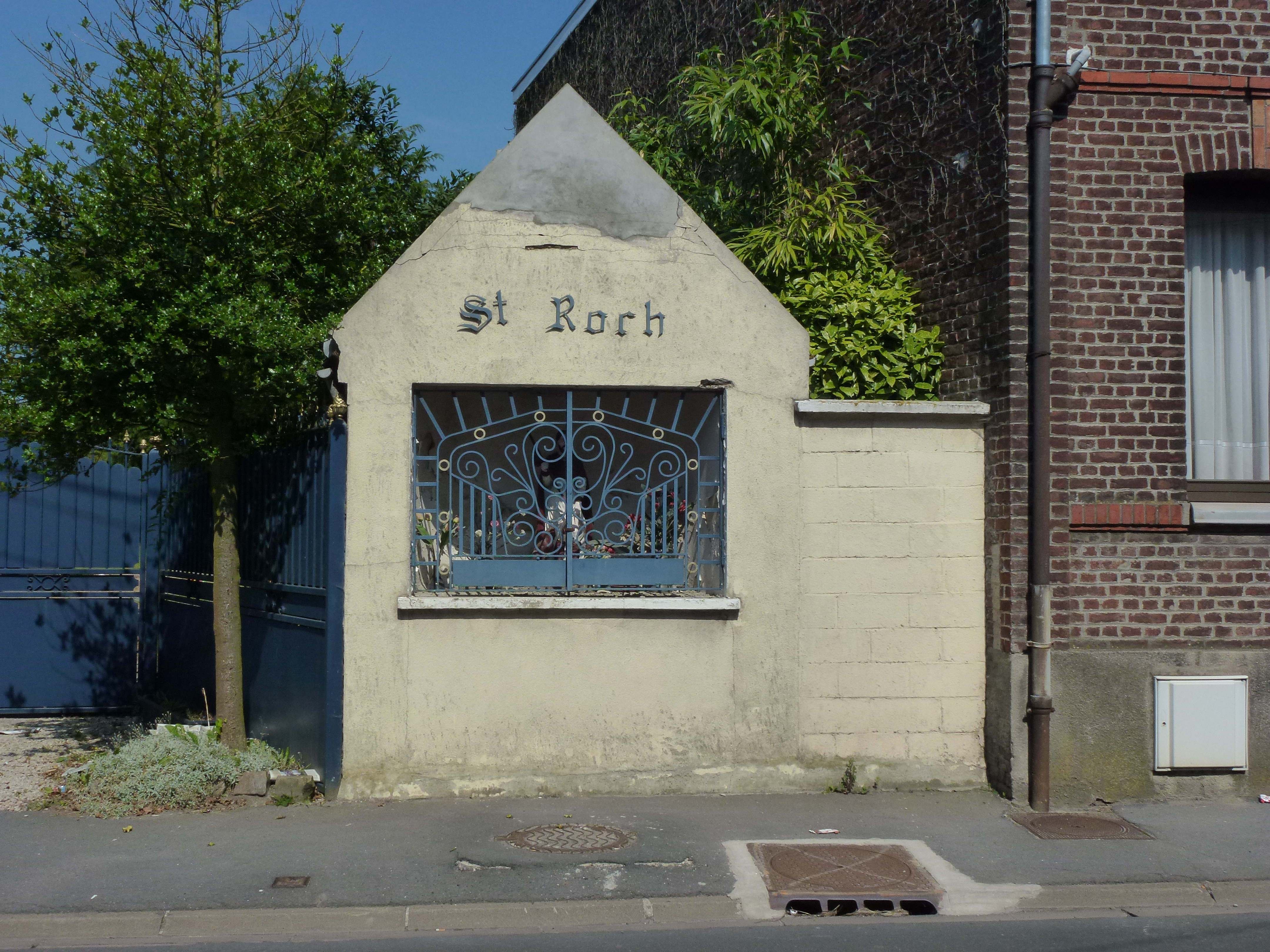
La chapelle Saint-Roch.
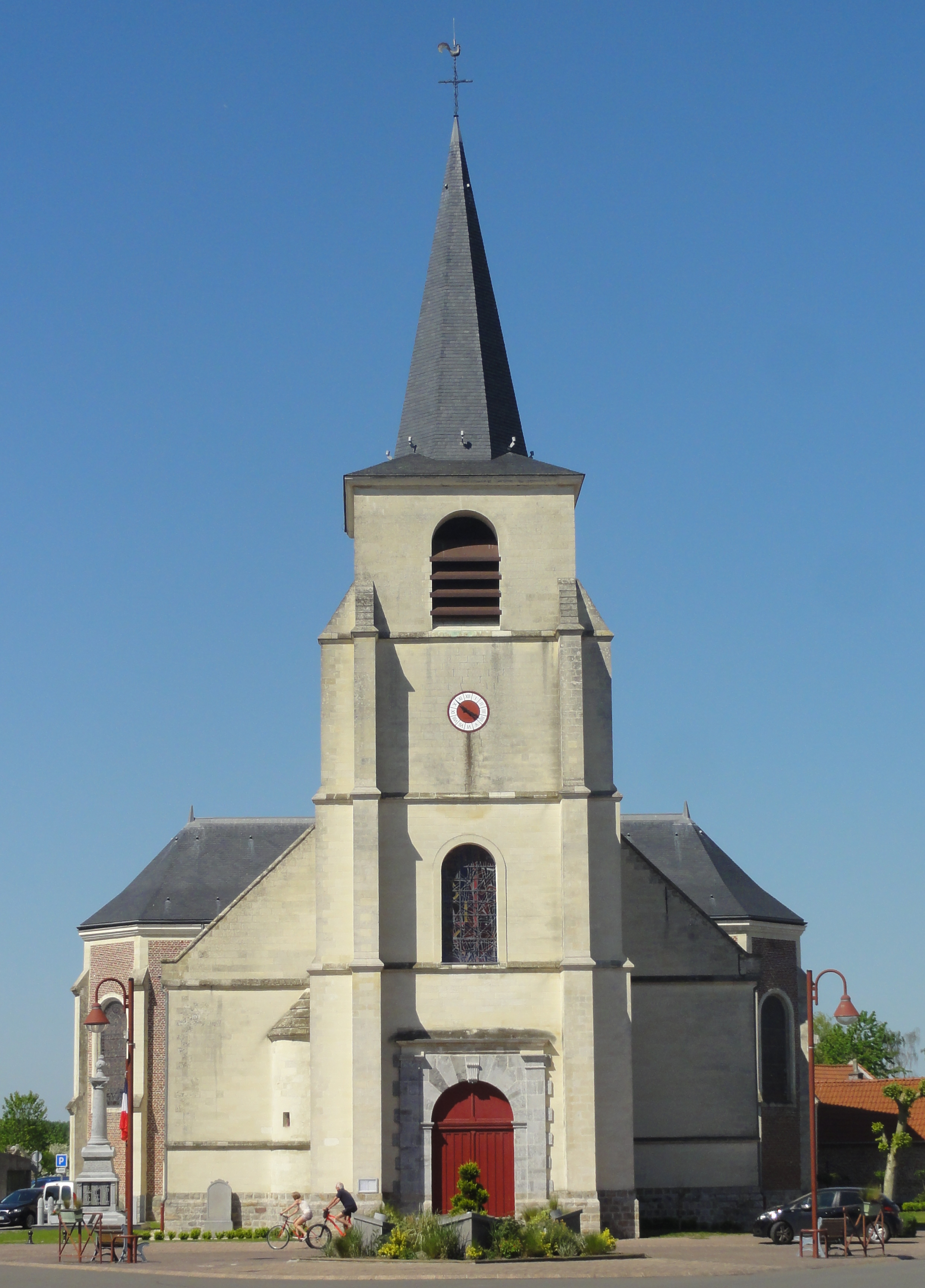
L'église Saint-Vaast.
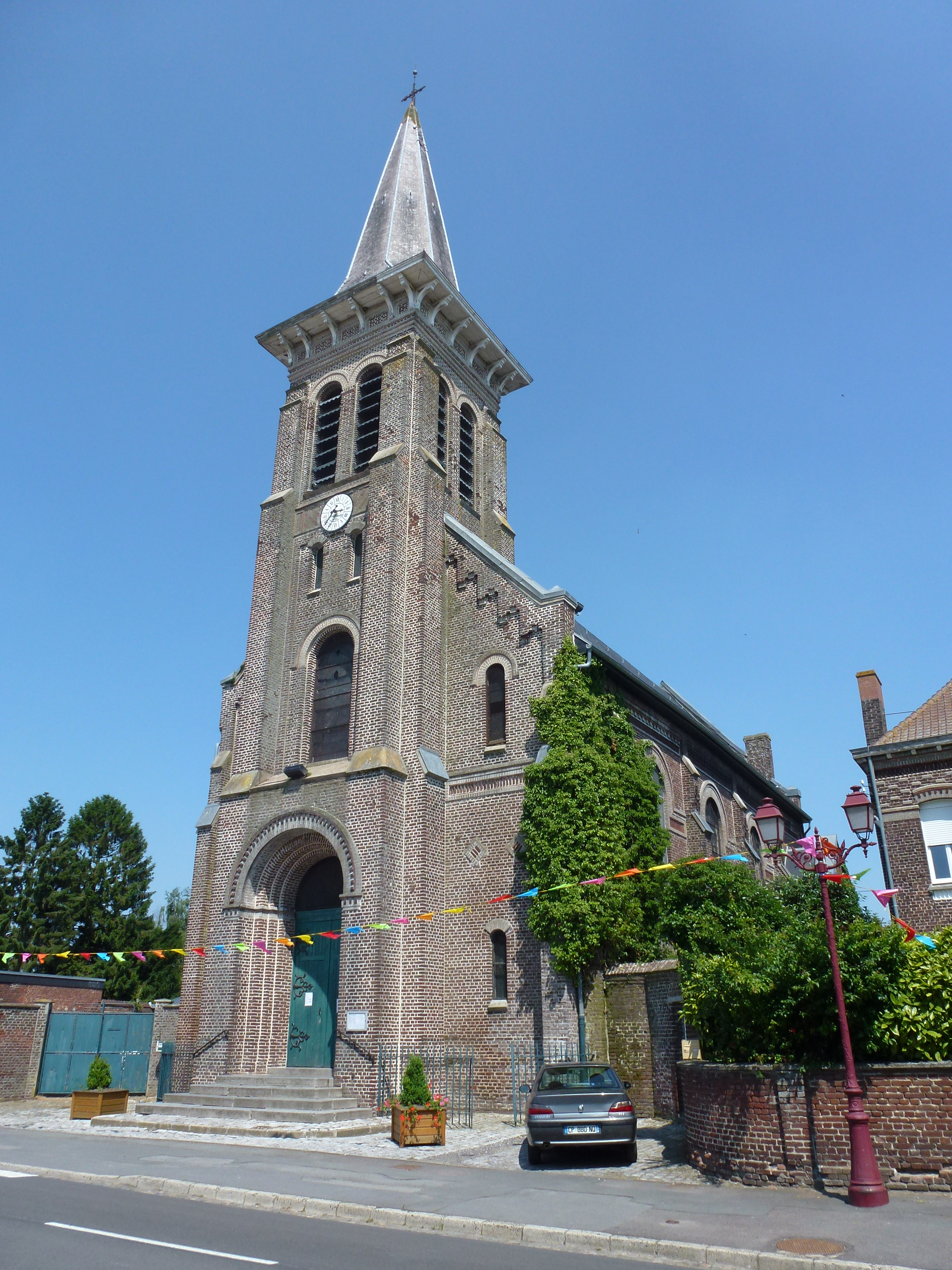
L'église Sainte-Barbe (quartier d'Arenberg).
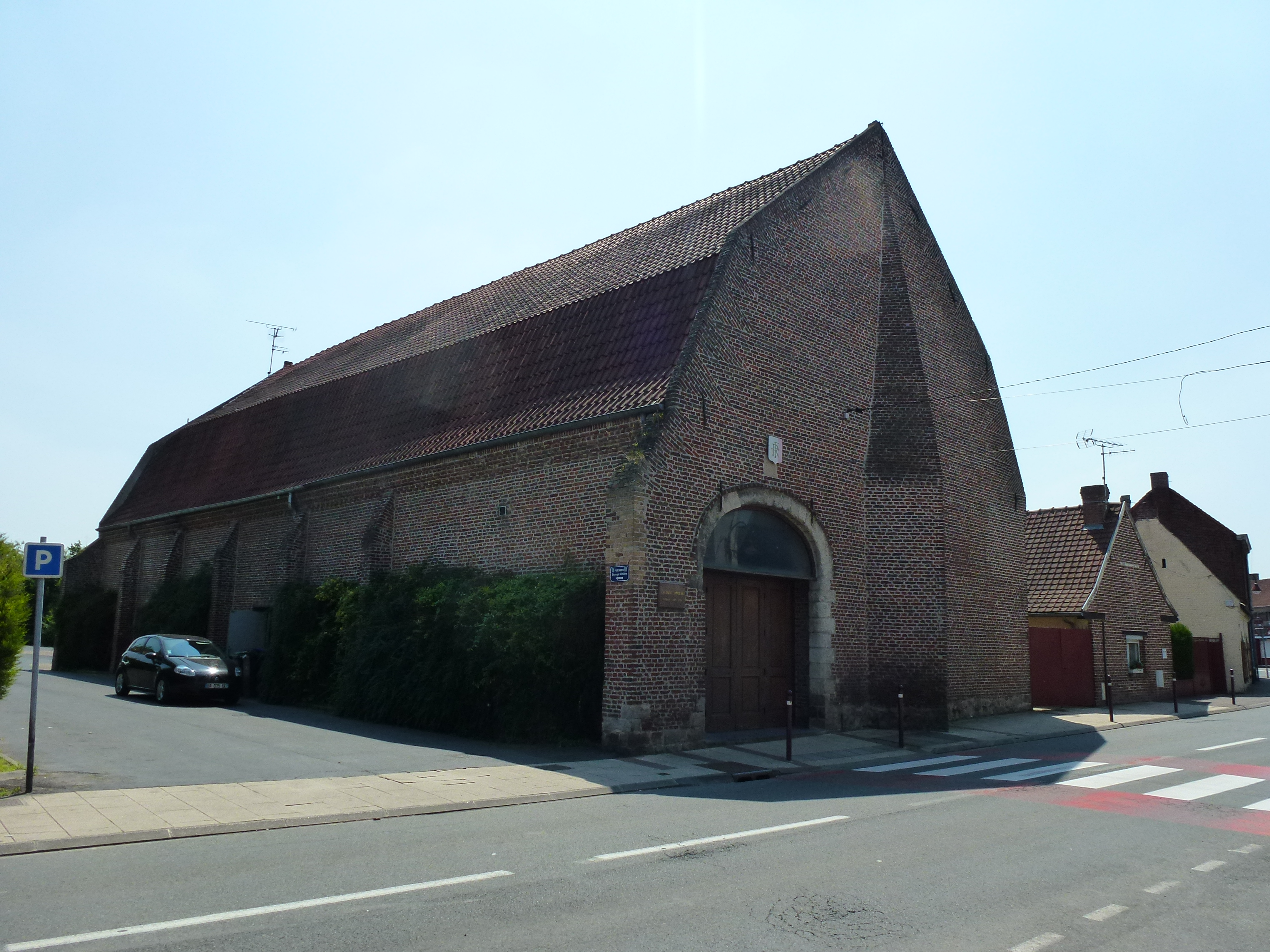
La grange dîmière.
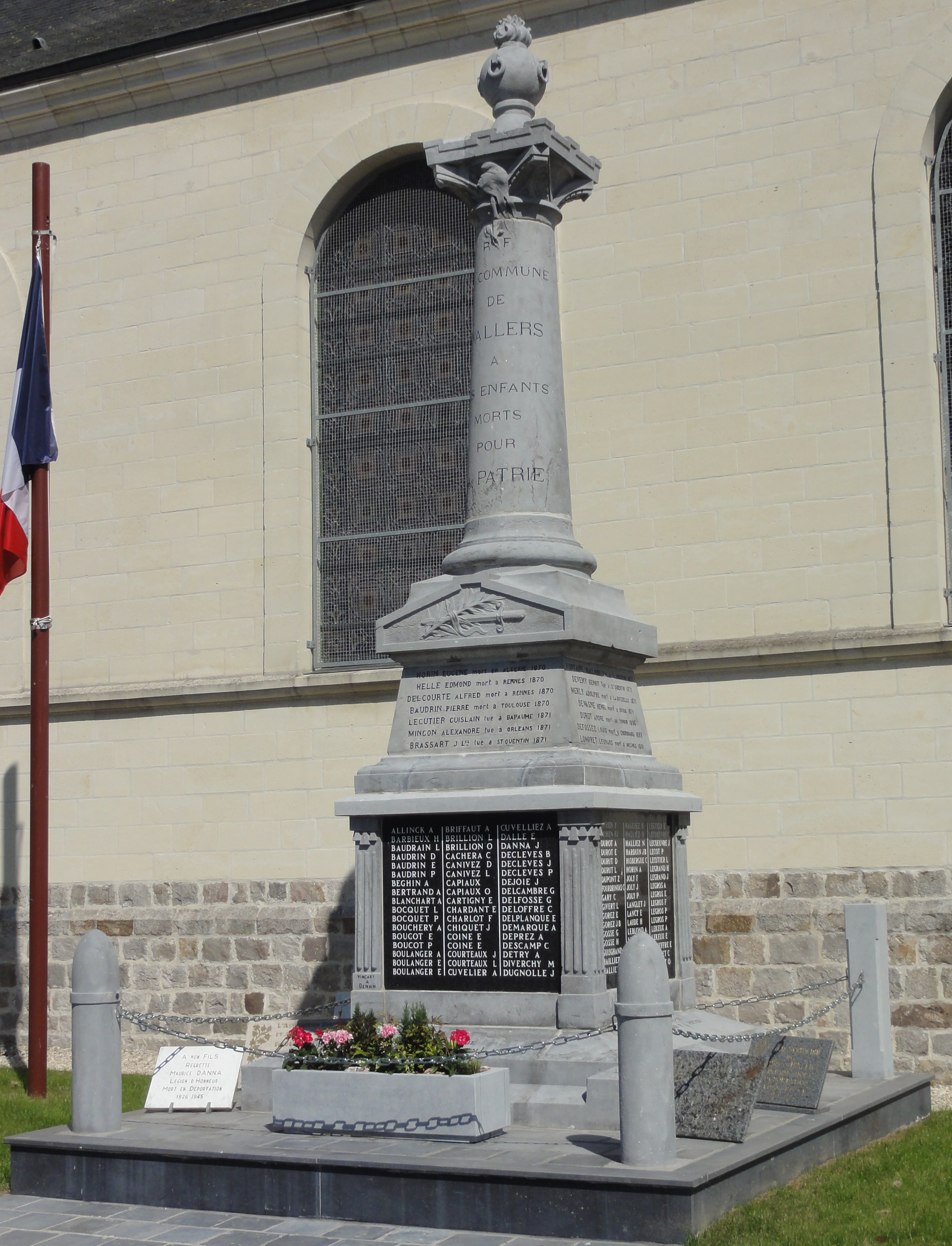
Le monument aux morts.
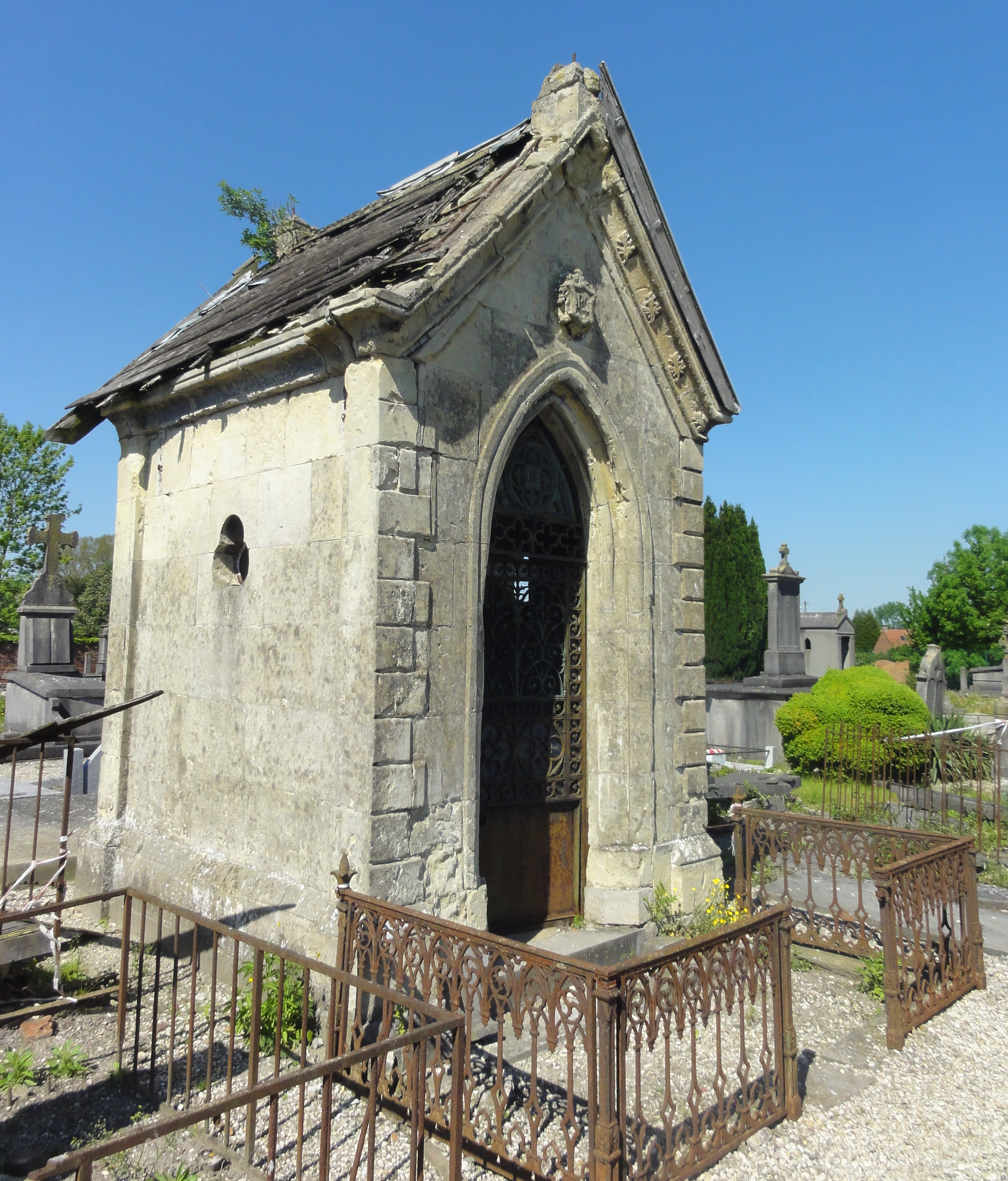
Une chapelle funéraire dans le cimetière ancien.

### Patrimoine mondial
La mine dite de la Fosse Arenberg est l'un des 109 sites inclus dans le Bassin minier du Nord-Pas-de-Calais, classé au patrimoine mondial de l'UNESCO

### Personnalités liées à la commune
- Jean Stablinski qui y a travaillé comme mineur avant de faire découvrir la "Trouée" à Albert Bouvet.
- René Lecocq, homme politique, né le 27 juin 1897 à Wallers et décédé à Tourcoing le 14 juillet 1978
- François Soudan (1952-), journaliste français.

### Héraldique
| Armes de Wallers | Les armes de la commune de Wallers se blasonnent ainsi : D'argent à la bande d'azur chargée de trois coquilles d'or posées à plomb, accompagnée en chef d'un écusson de gueules. |

### Cinéma, Clip
La commune a servi de décor et plateau de tournage pour de nombreux films et clips, notamment le film Germinal de Claude Berri en 1993.

#### Liste des Films et Clips tournés à Wallers-Arenberg
- 1992 : Comme un bateau, la mer en moins de  Dominique Ladoge
- 1993 : Germinal, Claude Berri
- 2003 : Livraison à domicile, Bruno Delahaye
- 2006 : La Compagnie des glaces, Paolo Barzman
- 2007 : Moi, Louis enfant de la mine - Courrières 1906, téléfilm, Thierry Binisti
- 2009 : L'Affaire Salengro, téléfilm d'Yves Boisset
- 2012 : Quand l'amour s'emmêle, Claire de La Rochefoucauld
- 2012 : L'Œil de l'astronome, Stan Neumann
- 2012 : Les Stentors - Les Corons, clip musical
- 2012 : Les chœur de l'Armée rouge & Vincent Niclo - Ameno, clip musical
- 2013 : Entre mes doigts - court métrage de prévention du Tabagisme, Alexandre Dinaut
- 2013 : Manukeen - So far gone, clip musical
- 2014 : Tiens-toi droite, Katia Lewkowicz
- 2015 : Lila & Valentin, Adrien Lhommedieu
- 2015 : Corson - Raise Me Up (Je Respire Encore), clip musical
- 2015 : Les Mauvaises Langues - Ma petite pierre, clip musical
- 2015 : la vie devant elles, S1, Gabriel Aghion
- 2017 : Les crimes silencieux, Frédéric Berthe
- 2017 : la vie devant elles, S2, Gabriel Aghion
- 2017 : Les petits meurtres d'Agatha Christie, S2 E17 "Le miroir se brisa", Rodolphe Tissot
- 2018 : Maman a tort, François Velle

## Pour approfondir